# Ordinazione sacerdotale per persone LGBT nel cristianesimo
L'accesso al rito dell'ordine sacro per le persone lesbiche, gay, bisessuali e transgender (LGBT) in una posizione di apertura nei confronti del loro orientamento sessuale (o identità di genere se transgender) costituisce una pratica discussa all'interno di alcune comunità contemporanee della Chiesa cristiana.
Mentre la maggior parte delle chiese cristiane vieta l'ordinazione del clero LGBT poiché vedono l'omosessualità e l'auto-identificazione come transessuali incompatibili con l'insegnamento biblico e la pratica cristiana tradizionale, un crescente numero di chiese a tutt'oggi permette il servizio ecclesiale alle persone LGBT.
La Metropolitan Community Church statunitense, una comunità ecclesiastica prevalentemente LGBT, ha ordinato candidati LGBT per il ministero sin dalla sua fondazione avvenuta nel 1968.
Nel 1972 la Chiesa unita di Cristo è diventata la prima confessione affiliata al protestantesimo negli Stati Uniti d'America ad ordinare un clero apertamente gay. Altre chiese che successivamente l'hanno fatto sono la Chiesa evangelica luterana in America (dal 2010) e la Chiesa presbiteriana degli Stati Uniti d'America (a partire dal 2012).
La Chiesa episcopale degli Stati Uniti d'America e la Chiesa cristiana dei discepoli di Cristo hanno anch'esse dato il permesso di ordinare candidati apertamente gay e lesbiche già da alcuni anni a questa parte.
Internazionalmente le chiese che hanno ordinato un clero apertamente gay o lesbico includono la Chiesa di Scozia (con Scott Rennie), la Chiesa anglicana (con Nicholas Chamberlain), la Chiesa del Galles (dal 2005), la Chiesa di Svezia, la Chiesa di Norvegia, la Chiesa di Danimarca, la Chiesa nazionale d'Islanda, la Chiesa evangelica luterana finlandese, la Chiesa evangelica in Germania, la Chiesa metodista in Gran Bretagna, la Chiesa protestante nei Paesi Bassi, la Chiesa protestante unita del Belgio, la Chiesa riformata svizzera, la Chiesa protestante unita di Francia, la Chiesa evangelica luterana del Canada (dal 2011), la Chiesa anglicana del Canada (dal 2016), il Vetero-cattolicesimo ed infine la Chiesa unita di Cristo del Giappone.
La questione dell'ordinazione sacerdotale LGBT ha causato una particolare controversia soprattutto nella comunione anglicana sparsa il tutto il mondo, a seguito dell'elezione del vescovo del New Hampshire Gene Robinson (apertamente gay) all'interno della Chiesa episcopale degli Stati Uniti d'America.

## Protestantesimo

### Confessioni protestanti moderate e liberali

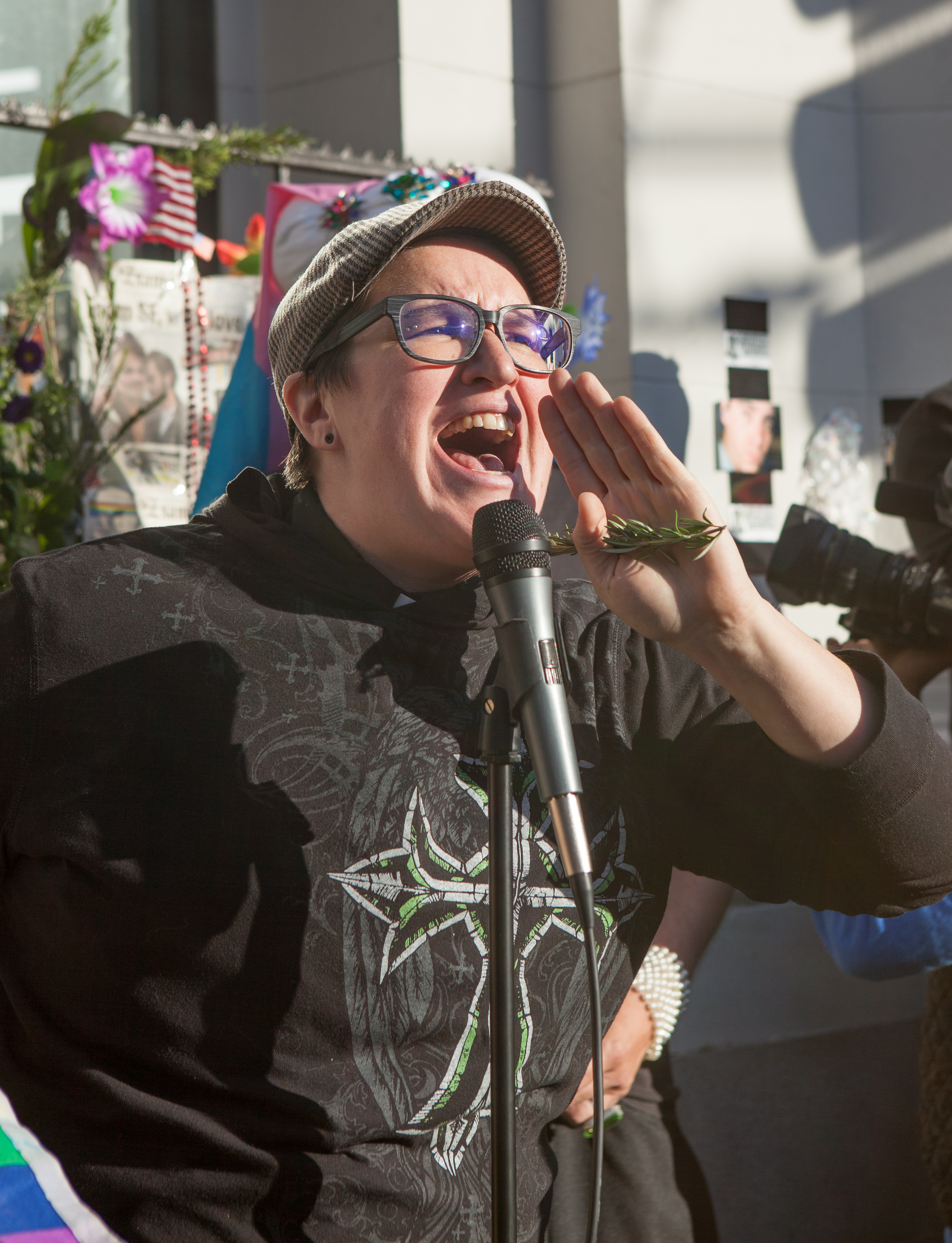
Megan Rohrer, primo leader apertamente transgender di una congregazione evangelica luterana statunitense.

#### Politiche episcopali
Negli Stati Uniti d'America la Chiesa evangelica luterana statunitense (ELCA) e la Chiesa episcopale statunitense consentono l'ordinazione di un clero apertamente LGBT. Nel 2012 la Chiesa episcopale statunitense ha approvato una modifica ai canoni di non discriminazione per includervi anche l'identità e l'espressione di genere. La Chiesa evangelica luterana statunitense ha deciso nell'agosto del 2009 di accettare il clero LGBT coinvolto in una relazione di monogamia. Nel 2014 l'attivista del movimento LGBT Megan Rohrer è diventato il primo leader apertamente transgender di una congregazione ELCA a San Francisco.
Nel luglio del 2011 la Chiesa luterana evangelica canadese ha deciso di accogliere il clero LGBT, a patto che fosse impegnato in relazioni monogame. Nel 2013 
Guy Erwin, impegnato in una ventennale relazione gay, è stato ordinato vescovo in California e poco dopo ha contratto matrimonio con il proprio partner Rob Flynn. Nel 2016 la Chiesa anglicana canadese ha eletto il suo primo vescovo apertamente gay.
La Chiesa episcopale anglicana del Brasile sostiene l'ordinazione del clero LGBT. In Nuova Zelanda la Chiesa anglicana d'Aotearoa, Nuova Zelanda e Polinesia ha ordinato un diacono apertamente gay nel 2006. La Chiesa anglicana d'Australia non ha alcuna posizione ufficiale nei riguardi dell'omosessualità. Nel 2012 la diocesi di Gippsland ha nominato un prete che si apprestava a fare coming out.

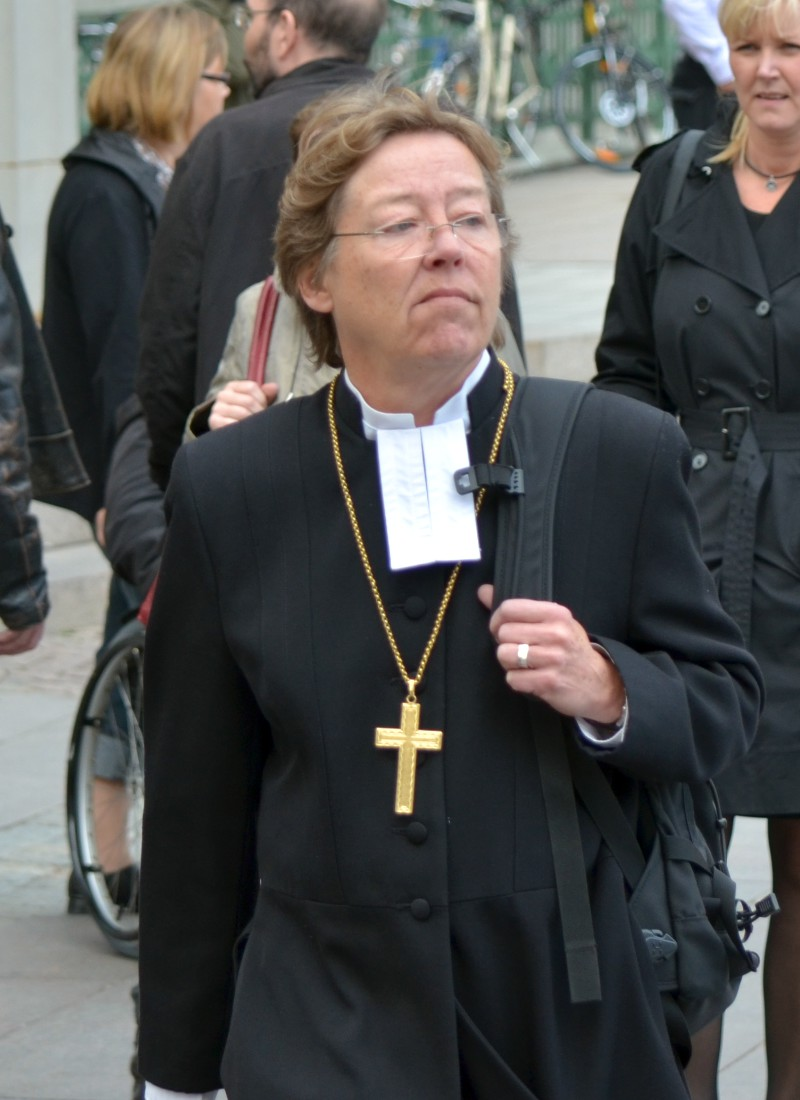
Eva Brunne, vescovo della Chiesa svedese a Stoccolma; è apertamente lesbica e alleva un figlio assieme alla propria compagna.

Nella penisola scandinava la Chiesa svedese consente al clero apertamente LGBT di poter operare in qualità di ministri, a volte in posizioni di alto livello. Nel maggio del 2009 la Diocesi di Stoccolma (Chiesa di Svezia) ha eletto la lesbica Eva Brunne come proprio vescovo. Brunne vive in un partenariato registrato con un'altra donna con la quale ha anche un figlio in comune. Allo stesso modo la Chiesa nazionale danese, la Chiesa norvegese, la Chiesa evangelica luterana finlandese e la Chiesa islandese permettono l'ordinazione del clero apertamente LGBT.
In Germania il Luteranesimo, la Chiesa unita di Cristo e il Calvinismo, in quanto parti della Chiesa evangelica tedesca ordinano al servizio cristiano il clero apertamente LGBT. Nel 2008 la Chiesa evangelica luterana del nord dell'Elba ha annunciato che Horst Gorski, apertamente gay, era stato ordinato come vescovo luterano, ma non è riuscito ad essere eletto dall'assemblea dei fedeli.
Nel Regno Unito la Chiesa d'Inghilterra ha permesso ai preti transgender di servire come ministri a partire dal 2000; ha anche permesso ai sacerdoti gay e lesbiche di poter unirsi in un matrimonio tra persone dello stesso sesso (questo a partire dal 2005). Nel 2013 la Chiesa ha permesso ai vescovi di poter contrarre un'unione civile. Nel 2016 il vescovo Nicholas Chamberlain di Grantham è stato il primo ad annunciare che si trovava coinvolto in una relazione di partnership con un altro uomo.
La Chiesa gallese ha permesso ai sacerdoti di poter contrarre matrimonio civile con membri dello stesso sesso a partire dal 2005. La Chiesa episcopale scozzese ha ordinato i primi sacerdoti LGBT prima del 2002. La Chiesa d'Irlanda non ha alcuna politica formale nei riguardi del matrimonio omosessuale e il primo prete ha contratto un'unione civile nel 2011.
In Sudafrica la Chiesa anglicana dell'Africa meridionale è una tra le confessioni in cui i sacerdoti gay possono essere legalmente ordinati. Prima del 2003 il reverendo Rowan Smith ha fatto coming out ed è stato sostenuto dall'intera comunità. La Chiesa sudafricana ha anche consacrato un vescovo apertamente gay, Mervyn Castle, nel 1997.
Un vescovo della Chiesa dell'India del Sud, anch'essa parte della comunione anglicana, ha dichiarato di aver ordinato un sacerdote transgender nel 2012.

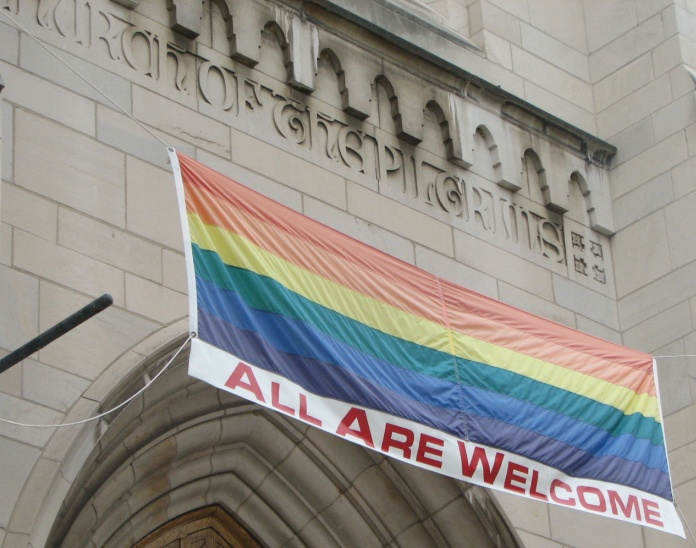
Portale della "Chiesa dei Pellegrini" presbiteriana a Washington, con uno striscione Gay-friendly che dice: "tutti sono i benvenuti".

#### Politiche presbiteriane
Negli Stati Uniti la Chiesa presbiteriana permette l'ordinazione di un clero apertamente LGBT. Nel 2012 Katie Ricks è diventata la prima donna apertamente lesbica ad essere ordinata all'interno della Chiesa.
La Chiesa presbiteriana in America, la seconda confessione del presbiterianesimo presente negli Stati Uniti, ritiene che l'omosessualità costituisca un peccato e pertanto un omosessuale praticante che continua a commettere questo peccato non sarebbe un candidato adatto per l'ordinazione o anche solo per l'appartenenza alla Chiesa.
La Chiesa riformata in America è un'altra confessione riformata presente negli Stati Uniti con un clero apertamente gay che serve le congregazioni; alcune di queste chiese hanno dei pastori gay, ma la loro ordinazione proviene da altre confessioni.
La Chiesa scozzese ha discusso la questione alla sua "Assemblea Generale" del 2009. Questo si è verificato in risposta alle sollecitazioni provenienti dal ministro apertamente gay Scott Rennie, che serve alla "Queen's Cross Church" di Aberdeen. Il risultato è stato un accordo sul fatto che il dibattito doveva serenamente proseguire, ma che nessun ulteriore caso avrebbe dovuto essere consentito fino a quando una commissione in materia non si fosse espressa. Nel 2011 la Chiesa scozzese ha votato per consentire l'accesso ai ministri apertamente LGBT che vivono all'interno di uno stato matrimoniale omosessuale.
Il 20 maggio del 2013 l'"Assemblea Generale della Chiesa scozzese" ha approvato una proposta per consentire l'accesso ai ministri LGBT; le singole parrocchie potranno però liberamente decidere di non applicare questa nuova politica. Nel 2016 la stessa "Assemblea Generale" ha votato per consentire ai loro ministri di poter contrarre un matrimonio omosessuale.

#### Politiche connessionali
La Chiesa metodista unita (UMC) ha discusso sulla questione per diversi anni, ma la sua posizione ufficiale continua ad essere quella di negazione dell'ordinazione per le persone LGBT o, per meglio dire per chi "dichiara di praticare l'omosessualità". Teoricamente un omosessuale celibe può essere un candidato adatto per l'ordinazione all'interno della Chiesa, ma nella pratica questo accade assai raramente. Tuttavia nel 2008 il "Consiglio giudiziario" della Chiesa ha stabilito che il pastore transgender Drew Phoenix avrebbe potuto mantenere la propria posizione.
Alla "Conferenza generale" della Chiesa in quello stesso 2008 sono state respinte diverse petizioni che avrebbero proibito il clero transgender ed è stato respinto il linguaggio anti-transgender che si voleva inserire nel Book of Discipline. Inoltre la Chiesa metodista episcopale africana, in piena comunione con l'UMC, proibisce attualmente ai propri ministri di officiare il matrimonio tra persone dello stesso sesso, ma non ha una politica ufficiale sui pastori gay e, pertanto, sono stati ordinati alcuni membri del clero apertamente omosessuali.
Tuttavia nel 2016 l'"Annual Conferences of the United Methodist Church" svoltasi a New York ha ordinato i suoi primi membri del clero apertamente gay e lesbiche. Nel luglio dello stesso anno la giurisdizione occidentale della Chiesa ha consacrato la prima donna vescovo apertamente lesbica e sposata ufficialmente con un'altra donna, il reverendo Karen Oliveto.
La Chiesa unita di Cristo nelle Filippine, una confessione che è derivata dalla fusione di diverse precedenti confessioni protestanti, attua una politica di apertura nei riguardi dell'ordinazione di gay e lesbiche dichiarati per i vari uffici della Chiesa.
La Chiesa metodista della Gran Bretagna "ha deciso che la sua precedente affermazione che non vi fossero ragioni di per sé valide per impedire a chiunque all'interno della Chiesa, sia questo ordinato o laico, di entrare o rimanere in una partnership civile, deve anche estendersi a tutti coloro che entrano in contratti legali di matrimonio tra persone dello stesso sesso".
La Chiesa metodista dell'Africa del Sud "non ha ancora alcuna regolamentazione che proibisca ai suoi membri o ministri di sposare qualcuno dello stesso sesso". Un'altra sua corte giudicante ha stabilito che "il metodismo accetta gli omosessuali" e addirittura accetta le relazioni tra persone dello stesso sesso, ma solo fintanto che tali relazioni non vengono solennizzate dal matrimonio.
La Chiesa metodista neozelandese ha ordinato pastori gay e lesbiche dichiarati a partire dal 2004.

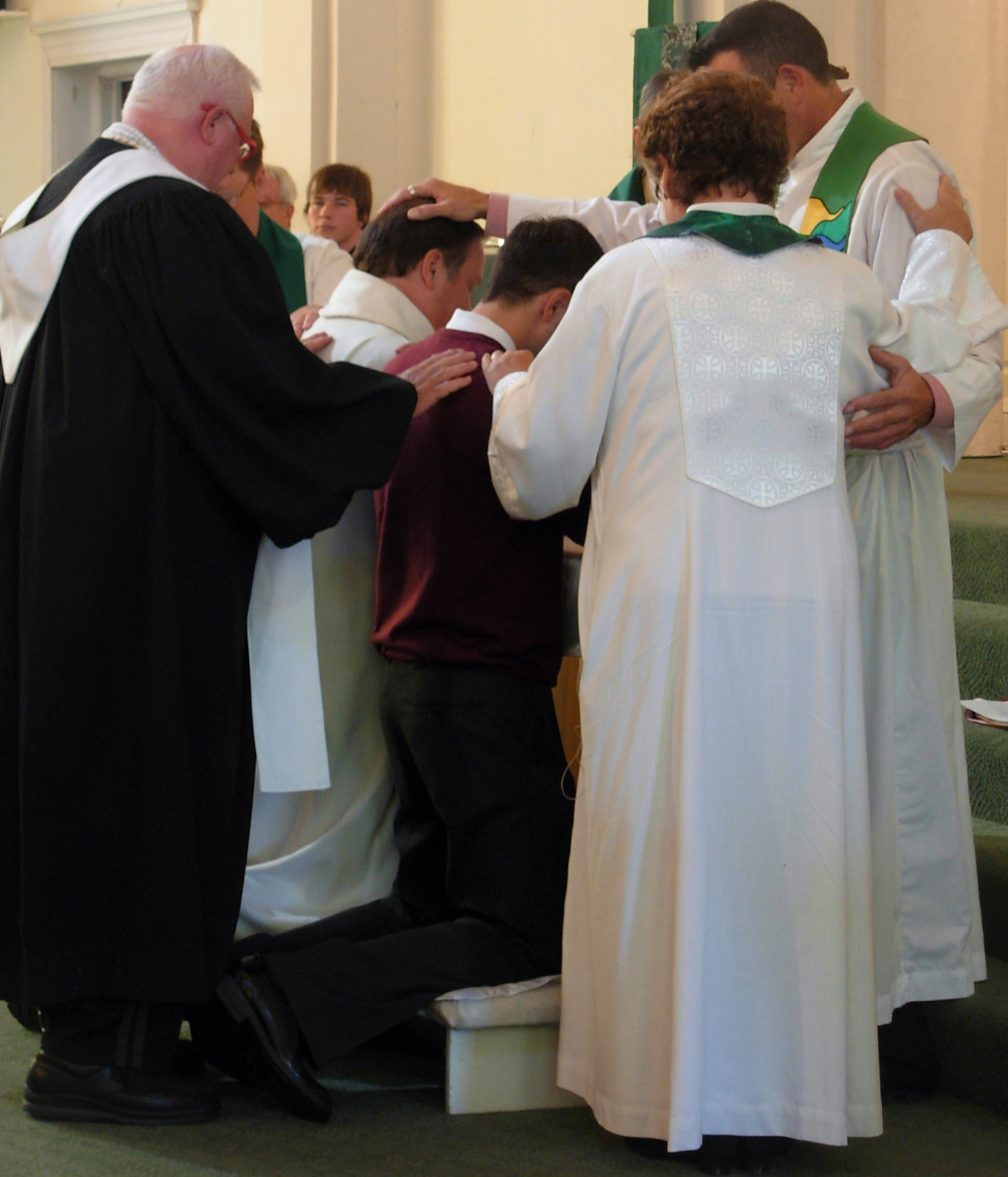
L'imposizione dell'ordine sacro ad un prete gay nella Metropolitan Community Church

#### Politiche congregazionaliste
L'associazione religiosa universale Metropolitan Community Church è stata la prima confessione cristiana con una posizione ufficiale favorevole a consentire l'ordinazione delle persone LGBT non celibi; è anche una delle confessioni in più rapida crescita negli Stati Uniti d'America e nel Regno Unito. Anche le confessioni minori, come la Chiesa cattolica liberale e la "Chiesa Swedenborgiana in Nordamerica", l'"Ecclesia Gnostica" e l'"Apostolic Johannite Church" hanno un notevole incremento.
La Chiesa unita di Cristo ha iniziato a ordinare il clero LGBT nel corso degli anni settanta. Il reverendo gay William R. Johnson è stato ordinato nel 1972, mentre "la pastora" lesbica Anne Holmes nel 1981. Il "Consiglio esecutivo della Chiesa ha approvato l'ordinazione di candidati gay e lesbiche nel 1973 ed è stata la prima tra le confessioni principali presenti negli Stati Uniti a sostenere il matrimonio tra persone dello stesso sesso (nel 2005). Numerosi ministri apertamente LGBT servono attualmente in tutti i rami ecclesiali.
Nel 2006 il teologo Albert Mohler, allora presidente del "Southern Baptist Theological Seminary" ha dichiarato: "solo Dio ha il diritto di stabilire il sesso", aggiungendo che "ogni tentativo di alterare questo fatto della Creazione è un atto di ribellione contro Dio". Ha anche affermato che "i cristiani sono obbligati a trovare le proprie convinzioni... nella Sacra Bibbia. Quello che gli attivisti vogliono chiamare chirurgia di riassegnazione sessuale deve essere considerata una forma di mutilazione corporea piuttosto che una correzione di genere. I cromosomi continueranno a raccontare la loro storia... Il genere non è sotto il nostro controllo, ma quando la ribellione morale di una nazione scende a questo livello di confusione, allora siamo già in grande difficoltà: una società che non può più distinguere tra uomini e donne non è probabile che possa trovare una chiarezza morale in qualsiasi altra area dell'esistenza".

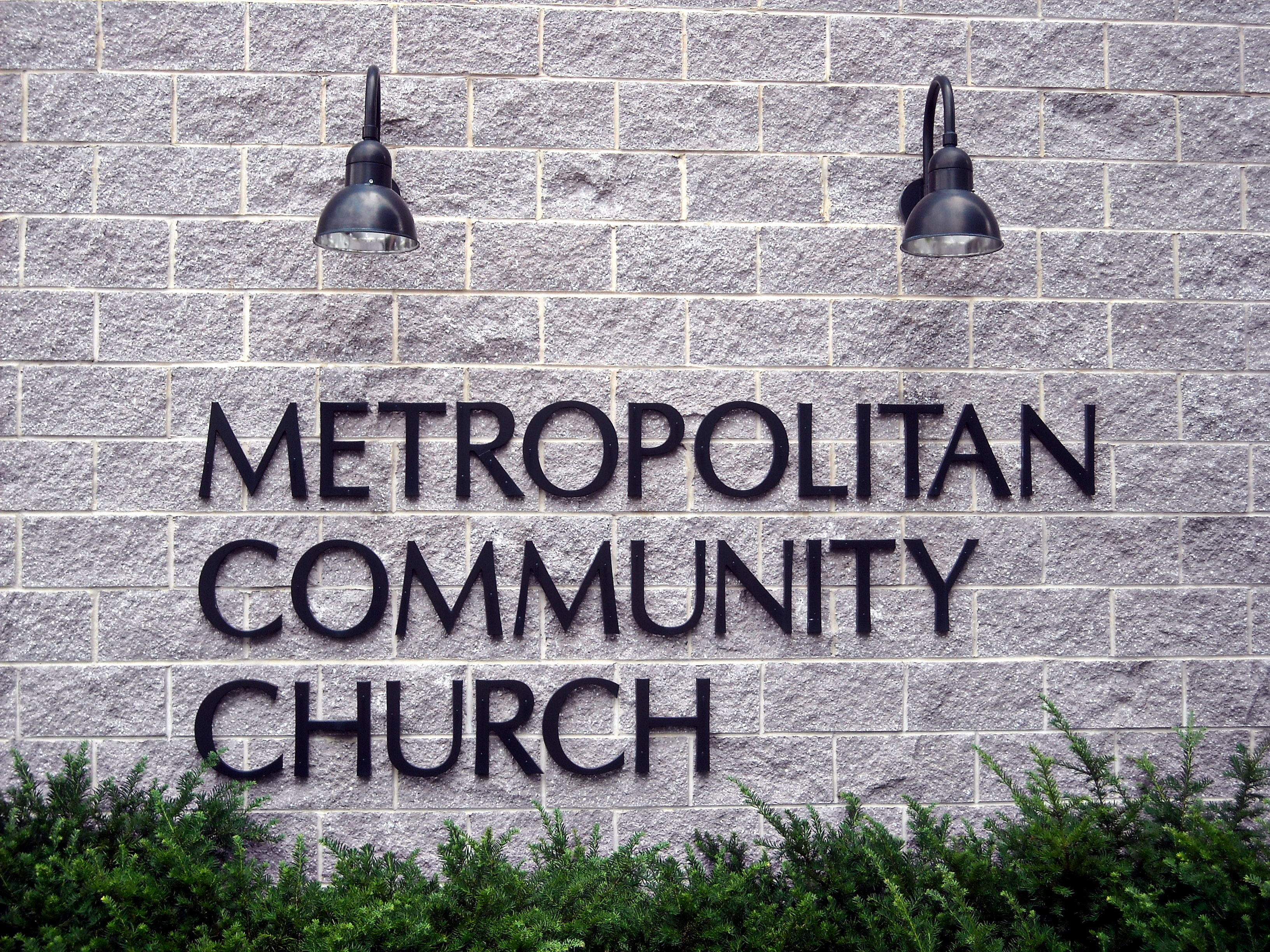
L'ingresso della Metropolitan Community Church a Washington.

Nel 2014 la Southern Baptist Convention ha approvato una risoluzione durante la sua riunione annuale la quale afferma che "il disegno di Dio era la creazione di due sessi distinti e complementari, maschi e femmine" e che "l'identità di genere è determinata dal sesso biologico, non dall'auto-percezione". Inoltre, la stessa risoluzione si oppone anche alla terapia ormonale, alle cure relative alla transizione (MtF o FtM) e ad ogni altra cosa che "modificherebbe la propria identità corporea", nonché si oppone agli sforzi compiuti dal governo per "convalidare l'identità transgender come moralmente lodevole". Chiede infine alle persone transgender di "fidarsi di Cristo e di sperimentare il proprio rinnovamento attraverso i Vangeli".
Nel 2009 il quaccherismo britannico ha confermato che la sua Chiesa rimaneva aperta all'ordinazione LGBT e ha affermato il proprio sostegno al matrimonio tra persone dello stesso sesso.
L'evangelica "United Christian Church" ha deciso di ordinare il clero cristiano apertamente LGBT alla sua prima conferenza annuale svoltasi a Seattle nel 2010.
Nelle Filippine l'Ekklesia Tou Theou ("Chiesa di Dio") sostiene l'ordinazione del clero cristiano LGBT attraverso la sua giurisdizione confessionale, la Catholic Diocese of One Spirit.
La Chiesa cristiana dei discepoli di Cristo possiede anche una sua struttura decentrata; gli organi regionali ordinano gli individui e come tali hanno regole diverse in materia di ordinazione. La California settentrionale è l'unica regione denominata Open and Inclusive ("aperta e inclusiva"); tuttavia la "Commissione dell'Ohio sul Ministero" (l'organismo che concede l'ordinazione) ha deciso che l'orientamento sessuale non è un criterio da mettere in campo contro l'eventuale ordinazione.
Nelle proprie assemblee regionali del 2012 un certo numero di regioni dei "Discepoli di Cristo" (tra cui il Kentucky e l'Indiana) si sono unite all'Ohio per eliminare dalle limitazioni per l'ordinazione l'orientamento sessuale. Altre regioni si trovano in una fase di indagine sulla stessa questione, basandosi soprattutto una regola di opportunità politica (dal momento che sono le singole congregazioni a determinare la condizione etica dei candidati e ad assumere i propri ministri) piuttosto che su una base prettamente teologica.
Nel luglio del 2013 l'"Assemblea Generale dei Discepoli di Cristo" ha approvato una risoluzione intitolata "Diventare popolo della Grazia proclamando il proprio benvenuto a tutti") per consentire l'ordinazione del clero "indipendentemente dal loro orientamento sessuale o identità di genere", anche se nessuna congregazione individuale sarà costretta a ordinare il clero LGBT se dovesse autonomamente decidere di non farlo.

#### Chiese protestanti liberali in Italia
La chiesa valdese e la chiesa metodista hanno già ordinato pastori apertamente gay e lesbiche. Anche le chiese battiste affiliate all'UCEBI hanno ordinato pastori omosessuali. Queste tre chiese in Italia collaborano molto tra loro, anche tramite la condivisione dei pastori, ed hanno posizioni molto vicine sulle questioni LGBT. Al loro interno si è discusso negli anni '90 della consacrazione di pastore/i omosessuali, concludendo che il nodo della sessualità è una questione privata delle persone e che quindi né il loro stato civile, né le loro inclinazioni affettive sono un impedimento a svolgere il loro ministero, in quanto tali. Un'altra chiesa italiana apertamente liberale che ha ordinato pastori LGBT è la Metropolitan Community Church.

#### Altri
La Chiesa dei Moraviani sta attualmente discutendo sulla questione.
Nel 2013 la teologa Shannon Kearns è diventata la prima persona apertamente transgender ad essere ordinata - a Minneapolis - nel Vetero-cattolicesimo nordamericano (da non confondere col cattolicesimo).
In Svizzera il Calvinismo, nella "Federazione delle chiese protestanti della Svizzera", ordina il clero cristiano apertamente LGBT; la stessa identica situazione accade anche in Austria tra le chiese riformate e luterane.
Anche la Chiesa protestante nei Paesi Bassi ordina il clero cristiano apertamente LGBT.

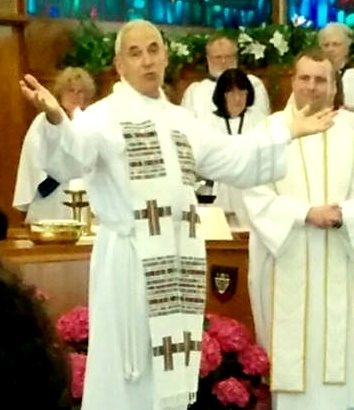
Gary Paterson, dirigente gay della Chiesa Unita del Canada.

La Chiesa unita canadese e australiana accoglie le persone LGBT che si trovino in una relazione registrata ufficialmente nell'ordinazione ministeriale. Inoltre il 16 agosto del 2012 la Chiesa unita del Canada ha eletto il suo primo moderatore omosessuale gay, Gary Paterson e, in tal modo è diventata la prima confessione cristiana del mondo ad avere una persona apertamente gay come propria guida. La Chiesa unita di Cristo, a causa del suo modello decentralizzato e sorta dalle chiese del congregazionalismo del New England, consente tali ordinazioni poiché non esiste una posizione dottrinale ufficiale della confessione.
Nel dicembre del 2013 la Chiesa dei Mennoniti statunitense ha annunciato di aver nominato Theda Good come suo primo pastore apertamente lesbica dopo un periodo di consultazione e di considerazioni interne; occuperà la sua nuova posizione a Denver.
L'Universal Life Church (ULF), fondata nel 1959 a Modesto (California), ha sempre sostenuto come una delle due idee fondamentali che l'ordinazione sia aperta a tutti. Lo "Statuto giuridico della Chiesa della vita universale" può variare tra le diverse giurisdizioni; L'ULC (e le sue varie denominazioni e sottogruppi) rimane sempre disponibile e pronta a fornire il servizio di officiare al matrimonio tra persone dello stesso sesso in tutti quegli Stati federati degli Stati Uniti d'America dove i principi di uguaglianza sociale LGBT e il riconoscimento di un rappresentante dell'ULC come autentico ministro ordinato secondo la libertà di religione sono rispettati per legge.

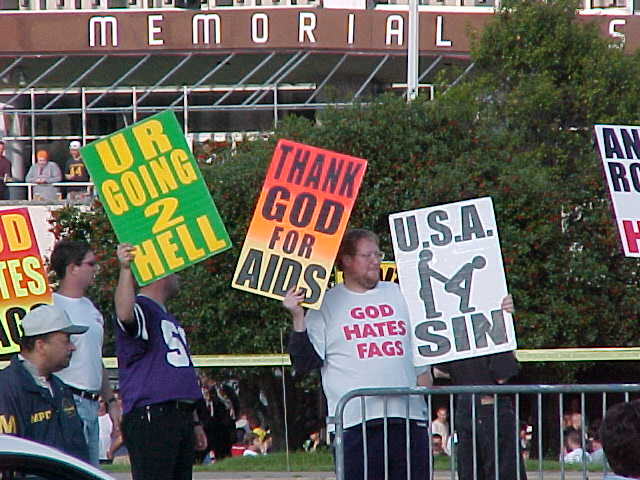
Una manifestazione indetta dalla Chiesa battista di Westboro, inclusa tra i gruppi di odio anti-LGBT; uno dei cartelli afferma: "Grazie Dio per l'AIDS".

### Protestanti conservatori
I membri del protestantesimo conservatore distinguono tra l'inclnazione e l'attività o il comportamento omosessuale. Queste confessioni interpretano anche la Bibbia in un modo secondo cui essa condannerebbe l'attività e il comportamento omosessuale; i conflitti al riguardo di questa questione sono diventati pubblici all'interno della Chiesa metodista unita (la maggiore confessione del metodismo statunitense) e della Southern Baptist Convention (la maggiore confessione statunitense del battismo).
L'ordinazione di presbiteri LGBT non è una cosa nuova, ma la loro ordinazione in quanto apertamente LGBT ha causato controversie tra alcuni frequentatori di queste due chiese; un sondaggio condotto nel 2006 ha rilevato che i 2/3 dei frequentatori settimanali protestanti di tali confessioni ritengono che sia quantomeno inappropriato che gay e lesbiche possano svolgere la funzione di pastori o vescovi: l'opposizione cresce fino all'80% all'interno dell'evangelicalismo (bisessualità e transgenderismo non sono stati menzionati nel sondaggio).
In passato gli ordinandi che erano gay, lesbiche o bisessuali sono stati ordinati a patto che non ammettessero il loro effettivo orientamento sessuale.

## Anglicanesimo
Per molti anni le province anglicane moderate hanno operato sulla base della politica statunitense del Don't ask, don't tell ("Non chiedere, non dire").
All'interno della Chiesa episcopale statunitense nel 2009 è stata adottata una risoluzione da parte della sua "General Convention of the Episcopal Church in the United States of America", l'organo governativo della Chiesa, dichiarante che i gay, le lesbiche e i bisessuali che avevano ricevuto il Sacramento del Battesimo risultavano essere idonei all'ordinazione e a qualsiasi ministero, compresa quindi anche la possibilità di diventare vescovi.
Nella comunione anglicana più ampia, che comprende però anche congregazioni più conservatrici, queste ultime presenti soprattutto nei paesi in via di sviluppo, l'ordinazione di gay, lesbiche e bisessuali rimane altamente sottoposta a controversie.

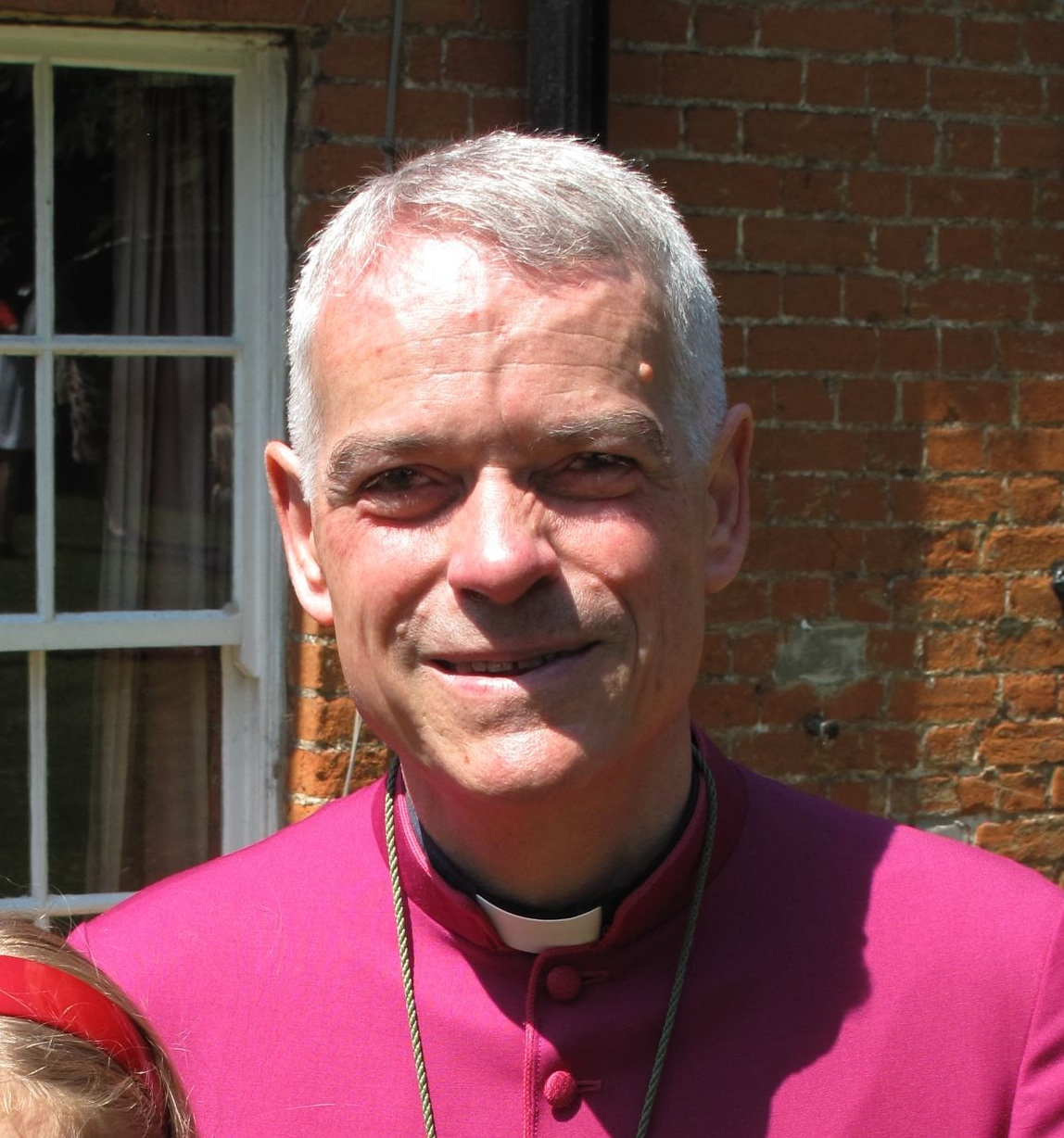
Il vescovo anglicano gay Peter Wheatley.

Nel 1999 il reverendo gay Peter Wheatley - che condivideva la sua casa con il proprio partner già da tre anni - è stato ordinato vescovo di Edmonton (diocesi di Londra). L'arcivescovo di Canterbury, capo spirituale della comunione anglicana, ha formato una "Commissione d'esame" a causa delle polemiche associate all'elezione al ruolo di vescovo di Gene Robinson (Diocesi episcopale del New Hampshire) e alla prevista consacrazione di Jeffrey John (che doveva essere ordinato vescovo di Reading), il quale viveva una relazione omosessuale.

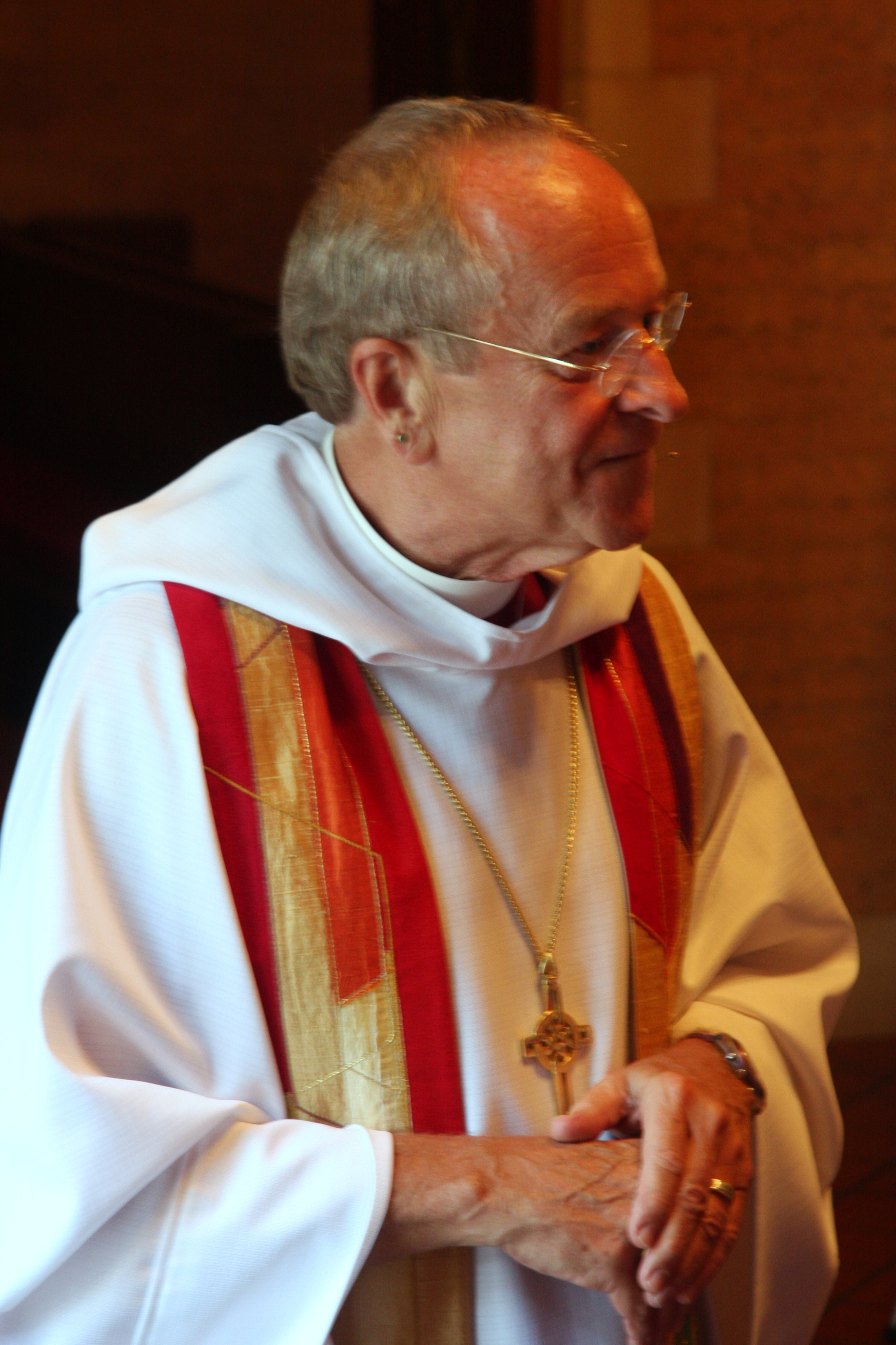
Il vescovo anglicano statunitense apertamente gay Gene Robinson.

I suoi risultati, pubblicati sotto il titolo di Windsor Report hanno suggerito la cessazione della consacrazione delle persone impegnate in rapporti omosessuali al titolo di vescovo, anche se evita palesemente di discutere sull'ordinazione di gay, lesbiche e bisessuali come sacerdoti o diaconi. In risposta la Chiesa episcopale ha posto una moratoria sulla conferma delle consacrazioni di tutti i vescovi.
Il vescoco John Neil Alexander della diocesi episcopale di Atlanta ha affermato di aver votato a favore della nomina di Robinson come vescovo proprio per la ragione che egli era aperto sulla propria sessualità e quindi anche onesto circa la sua relazione affettiva.
Nel 2000 un sacerdote della Chiesa anglicana ha eseguito la transizione da maschio a femmina (MtF - male to female). Ha assunto il nome di Carol Stone e gli è stato permesso di continuare il suo ministero dome sacerdotessa; ella è stata sostenuta dal proprio vescovo Barry Rogerson il quale ha dichiarato che "non esistono motivi giuridici etici o ecclesiastici per cui il reverendo Carol Stone non dovrebbe continuare a lavorare all'interno della Chiesa d'Inghilterra". Questo fatto lo ha reso il primo sacerdote transessuale dell'anglicanesimo.
Nel 2005 Sarah Jones è diventata la prima persona apertamente transgender ad essere ordinata come sacerdote anglicano.
Nel luglio del 2009 i sacerdoti e i laici statunitensi hanno votato per respingere la moratoria triennale sulla consacrazione del clero apertamente gay alla carica di vescovi. L'Arcivescovo di Canterbury ha risposto a questo proposito con una dichiarazione la quale affermava che era dispiaciuto che questa mossa non avrebbe potuto guarire le divisioni interne della Chiesa, mettendo in pratica un sistema a due livelli in cui da una parte stanno coloro che in seno alla comunione possono parlare come anglicani e clero LGBT assieme a coloro che li sostengono e dall'altra coloro che escono dalla comunione e che quindi non possono più parlare per conto di altri anglicani.
Una coalizione di 13 gruppi cristiani LGBT nel Regno Unito ha formulato una risposta unita all'affermazione dell'Arcivescovo, chiedendo se il processo di ascolto richiesto fosse stato correttamente espresso, ribadendo che i membri LGBT si trovano ad essere membri impegnati all'interno della comunione e criticando qualsiasi sistema a due binari.

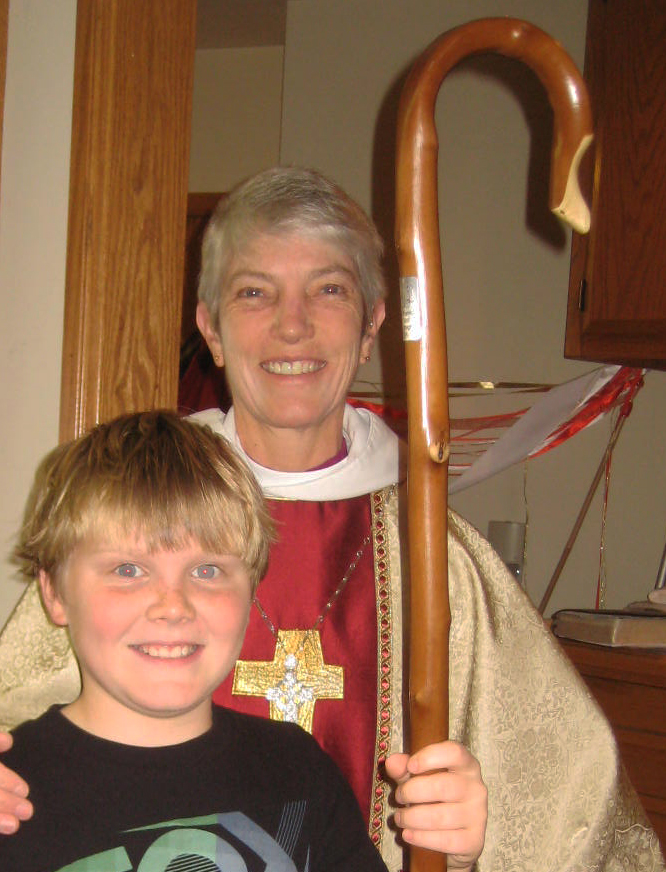
Mary Glasspool, la prima donna vescovo lesbica statunitense.

Nell'agosto dl 2009 è stato annunciato che due sacerdoti gay episcopali erano tra i sei candidati possibili per assumere il ruolo di "vescovo suffraganeo" di Los Angeles; entrambi si trovavano in rapporti duraturi monogami. La nomina alla carica è stata votata a dicembre di quell'anno e, nel marzo del 2010, è stato annunciato che Mary Glasspool è risultata eletta a New York; diventando così il secondo vescovo (donna) apertamente omosessuale all'interno dell'episcopalismo e la prima lesbica.
Nel dicembre del 2009 la Diocesi episcopale del Minnesota ha annunciato che una lesbica era stata nominata vescovo, ma che non era riuscita a superare l'elezione.
Diversi altri organismi anglicani hanno però espresso la loro opposizione nei confronti delle politiche della Chiesa episcopale riguardo a gay, lesbiche e bisessuali. La "Missione anglicana nelle Americhe" è stata fondata nel 2000 dalle province del Ruanda e del Sudest asiatico della comunione anglicana per servire gli anglicani nordamericani precedentemente affiliati alla Chiesa episcopale e anglicana canadese: essa conta più di 100 parrocchie presenti in tutto il territorio statunitense.

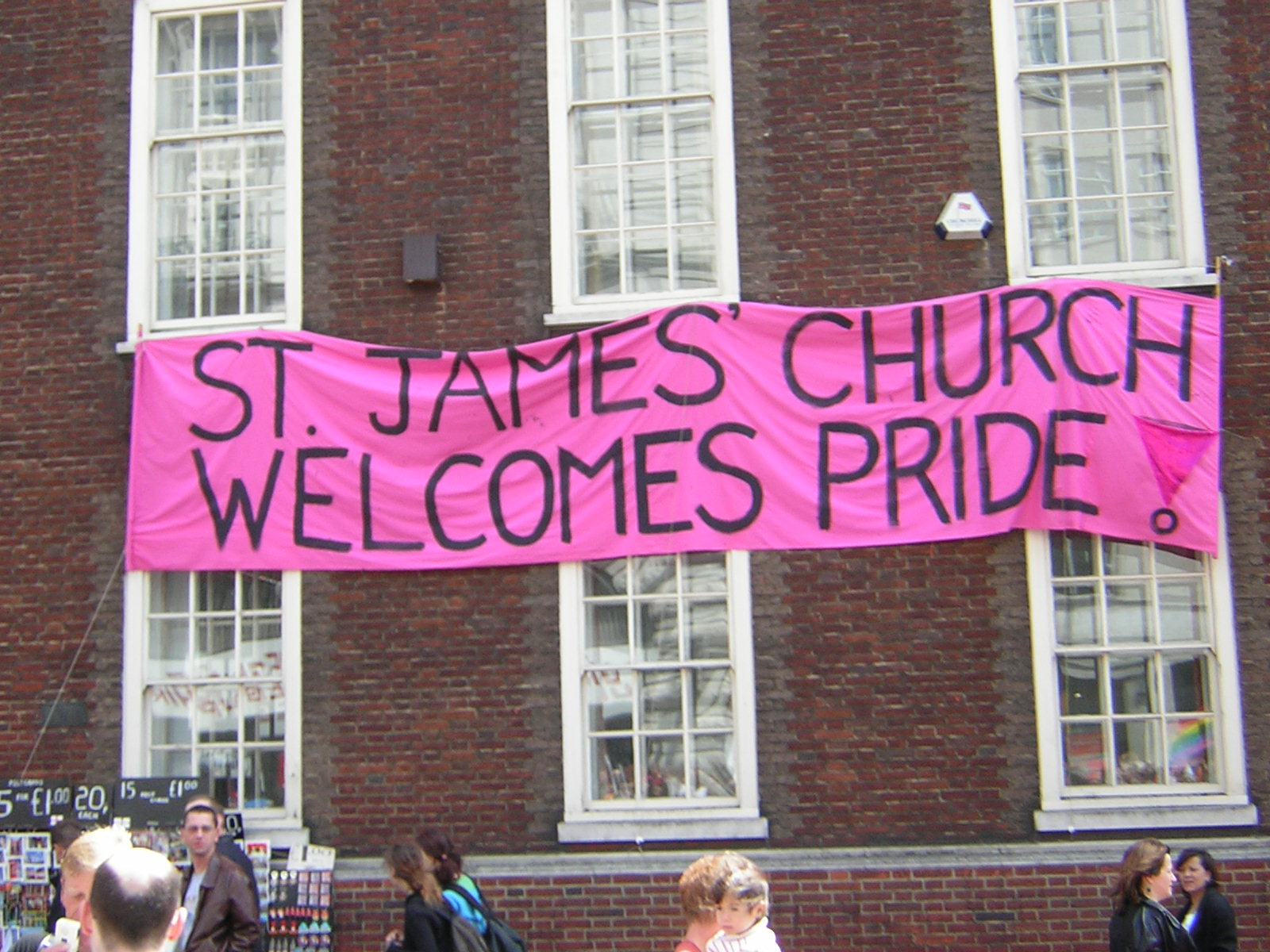
Striscione di benvenuto al Gay pride posto sulla facciata della "Chiesa di San Giacomo" (anglicana) al gay pride di Londra nel 2004.

Un partner affiliato con la "Missione anglicana" è la Chiesa anglicana in America del Nord (ACNA), fondata nel 2010; essa afferma che 966 congregazioni (nel 2015) servono oltre 100 000 fedeli (per l'esattezza 111.853), la maggior parte dei quali sono ex membri della Chiesa episcopale statunitense, in opposizione all'ordinazione del clero LGBT. La Chiesa comprende quattro diocesi che si ritirarono dalla Chiesa episcopale e che successivamente si unirono alla Chiesa riformata episcopale con 13 000 diversi organismi minori. Essa definisce il matrimonio cristiano esclusivamente come un'unione permanente tra un uomo e una donna e condanna pertanto i rapporti omosessuali che non sono celibi come peccaminosi.
In aggiunta il "Continuing Anglican movement", ancora più conservatore, è composto da diverse chiese formatesi verso la fine del XX secolo da parte degli episcopaliani - in opposizione agli sviluppi maggiormente liberali e che davano un'interpretazione meno letterale della Bibbia - all'interno dell'organismo principale. Sebbene il posto assunto dalle persone omosessuali all'interno della vita della Chiesa non fosse una delle cause predominanti della separazione di queste chiese dalla comunione anglicana, tutti loro si oppongono fermamente all'ordinazione del clero gay e ai riti matrimoniali approvati dalla Chiesa per le persone LGBT.
Lo Santa Sede ha annunciato, il 5 luglio 2008, che stava prendendo seriamente in considerazione gli appelli ricevuti da vari gruppi anglicani che cercano l'unione con la Chiesa cattolica, osservando che "la situazione all'interno della comunione anglicana in generale è diventata notevolmente più complessa". Il 29 ottobre 2009 la Congregazione per la Dottrina della Fede ha annunciato l'intenzione di papa Benedetto XVI di creare un nuovo tipo di struttura ecclesiastica, chiamata "ordinariato personale", rivolta a quei gruppi anglicani che entrano in piena comunione con la Chiesa cattolica.
Un gruppo religioso noto come "Confessing Movement" è anch'esso schierato contro l'ordinazione di gay, lesbiche e bisessuali non celibi. dichiarando che il matrimonio può essere solo tra un uomo e una donna e che la pratica omosessuale è incompatibile con i dettami della Chiesa; ma l'"Assemblea" australiana del 2003 non vieta in modo definitivo l'ordinazione degli omosessuali praticanti.
Nel 2011 la Chiesa anglicana gallese ha cominciato a devolvere le pensioni maturate ai partner omosessuali degli appartenenti al clero gay; il "Sinodo Generale della Chiesa inglese" aveva approvato la modifica nel corso dell'anno precedente. Nel 2013 la Chiesa d'Inghilterra ha permesso al clero gay che vive in relazioni di unione civile a diventare vescovi, però solo fino a quando non contraggono matrimonio.
Nel settembre del 2016 la Chiesa anglicana del Canada ha eletto un vescovo suffraganeo apertamente gay, Kevin Robertson, nella diocesi anglicana di Toronto.
A tutt'oggi, come sopra indicato, i sacerdoti LGBT possono essere ordinati nel ruolo di vescovi all'interno della Chiesa anglicana di Aotearoa, Nuova Zelanda e Polinesia, della Chiesa anglicana d'Australia, della Chiesa anglicana del Canada, della Chiesa anglicana dell'Africa meridionale, della Chiesa episcopale anglicana del Brasile, della Chiesa del Galles, della Chiesa d'Inghilterra, della Chiesa d'Irlanda, della Chiesa dell'India del Sud, della Chiesa episcopale degli Stati Uniti d'America ed infine della Chiesa episcopale scozzese.

## Chiesa cattolica romana
Secondo la dottrina teologica morale del cattolicesimo l'attrazione omosessuale è "intrinsecamente disordinata" e gli atti omosessuali stessi sono peccaminosi. Tuttavia la Chiesa consente l'ordinazione di uomini che, in precedenza, abbiano vissuto un'attrazione nei confronti di persone dello stesso sesso, ma solo a condizione che l'abbiano vissuta senza impegnarsi nella cultura LGBT e nel movimento LGBT e che non abbiano più avuto da diversi anni "tendenze omosessuali profonde".
I sacerdoti della Chiesa latina sono tenuti a vivere secondo gli insegnamenti della Chiesa e la maggior parte di loro compie un voto o fa una promessa di celibato.
Un sondaggio svolto nel 2006 ha suggerito che le chiese cattoliche romane presenti negli Stati Uniti d'America erano quasi uniformemente divise sulla questione se gli uomini omosessuali avessero potuto o meno servire in qualità di sacerdoti o vescovi.
Un documento del 2000 della Congregazione per la Dottrina della Fede conclude che le procedure di cambio di sesso non cambiano effettivamente il sesso di una persona. "Il punto chiave", ha affermato il documento, "è che l'operazione chirurgica transessuale è così superficiale ed esterna che non cambia la personalità: se la persona era un maschio, rimane maschile, se fosse stata femmina, rimane femminile". Tuttavia a coloro che sono stati sottoposti ad una tale procedura continua ad essere impedita l'ordinazione o l'ammissione alla vita religiosa consacrata.

## Chiese ortodosse
Per le varie confessioni ortodosse l'omosessualità costituisce un grave peccato.

## Mormonismo
La Chiesa di Gesù Cristo dei Santi degli Ultimi Giorni ordina al sacerdozio solo uomini che hanno aderito all'imposizione di non avere relazioni sessuali con nessun altro oltre alla moglie. Alcuni uomini gay hanno scelto di rimanere celibi, mentre altri hanno scelto di sposarsi. Indipendentemente dall'orientamento sessuale solo gli uomini sposati possono diventare vescovi.
Le persone transgender a cui è stata assegnata un'identità maschile alla nascita possono accedere al sacerdozio solo se non hanno avuto, e non intendono avere, un intervento di riassegnazione sessuale (dal "Manuale della Chiesa" del 1999). Le persone a cui è stata assegnata un'identità femminile alla nascita non possono essere ordinate al sacerdozio.

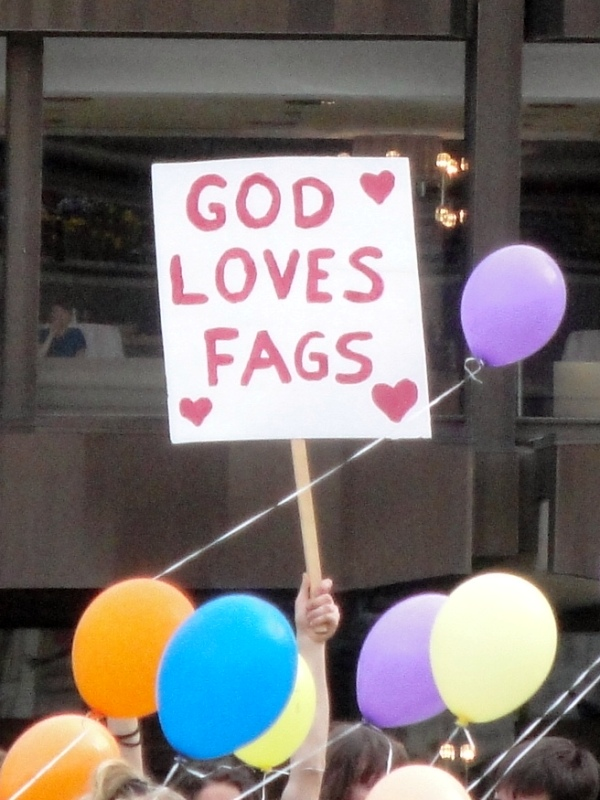
"Dio ama i froci" al gay pride di Lipsia nel 2013.

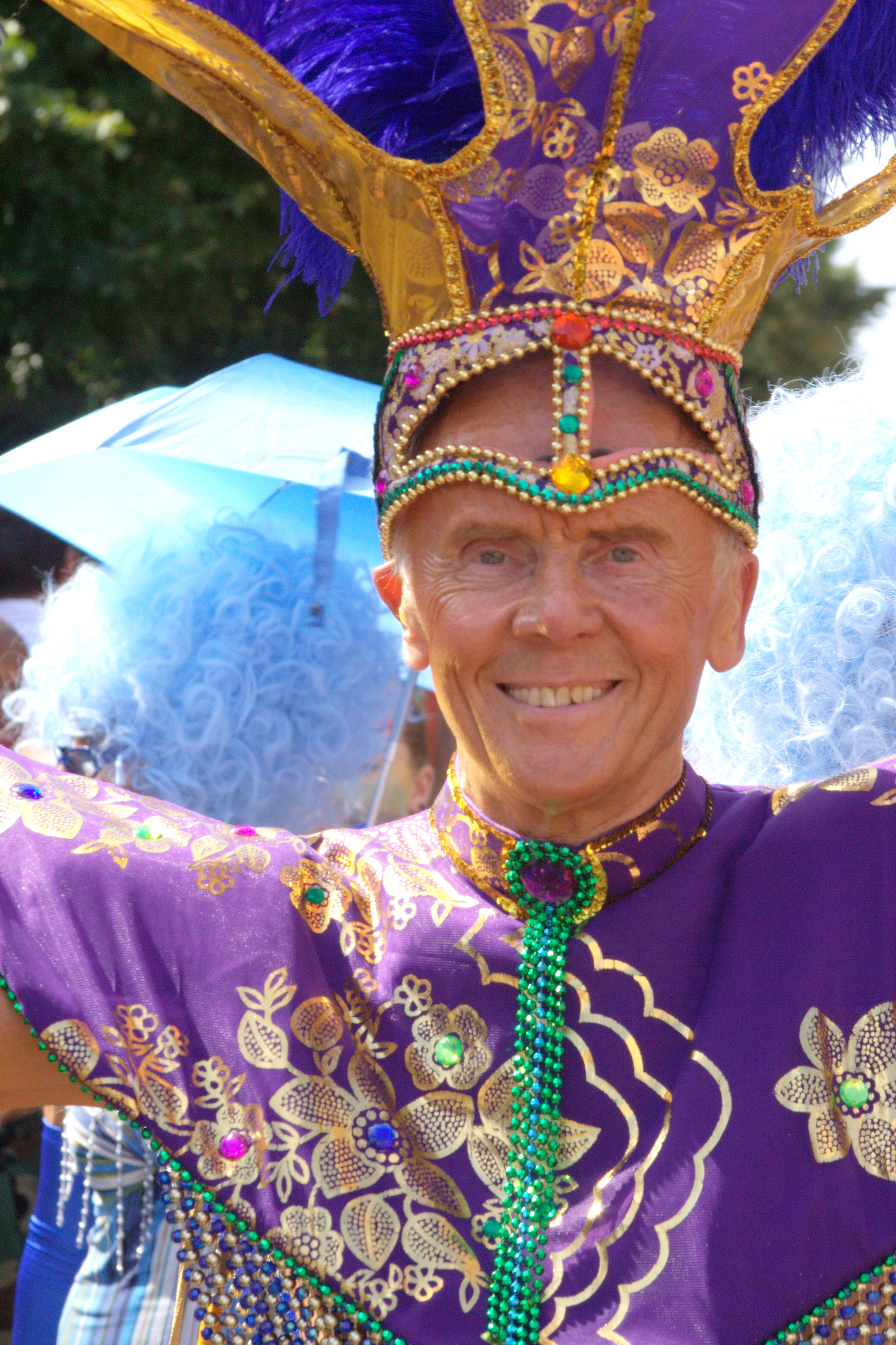
Un appartenente alle Sorelle della Perpetua Indulgenza al gay pride di Berlino nel 2006.

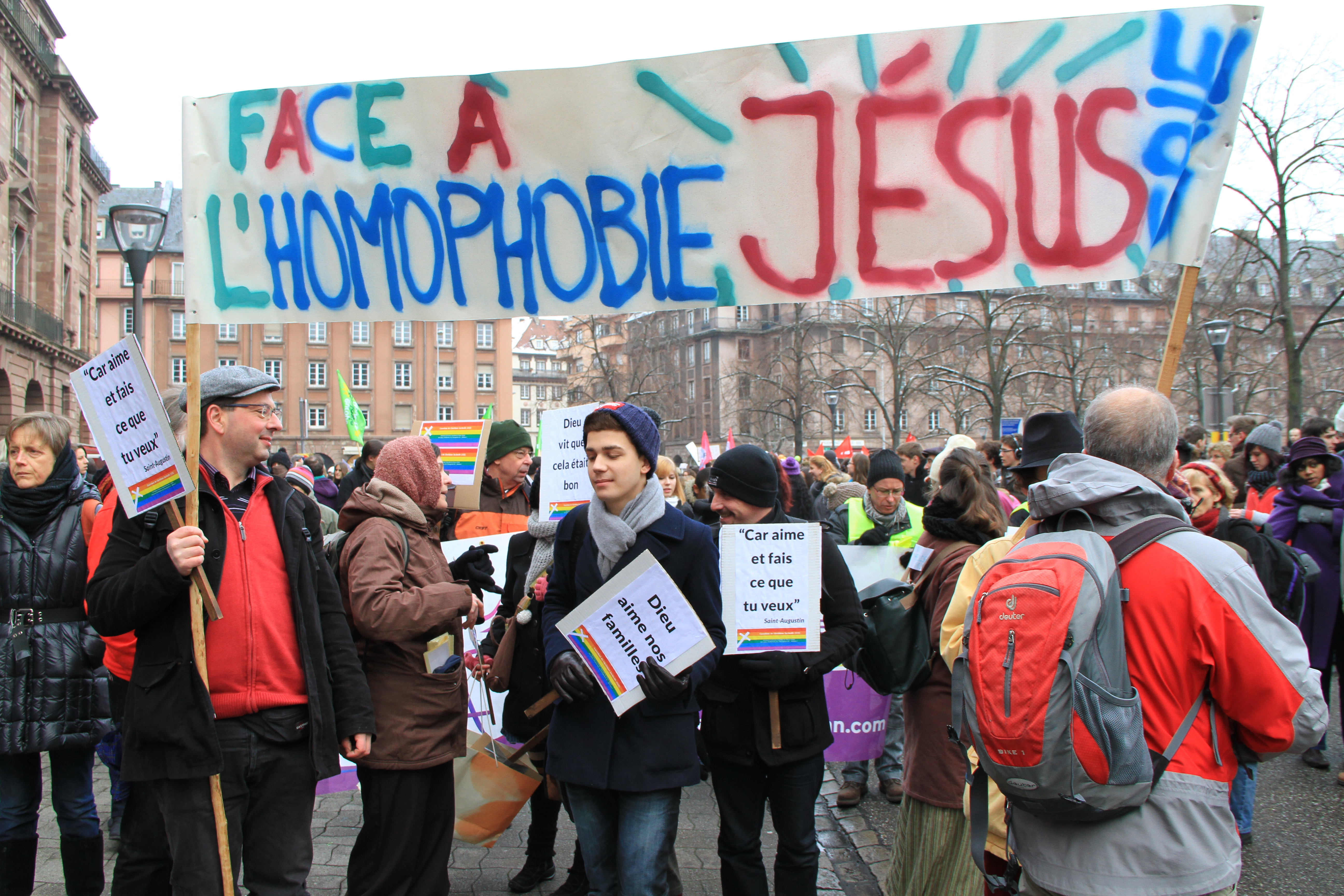
"Di fronte all'omofobia, Gesù piange" in una manifestazione svoltasi a Strasburgo nel 2013 a favore del matrimonio tra persone dello stesso sesso.